# Olympische Sommerspiele 1988/Rudern – Einer (Frauen)
Der Ruderwettbewerb im Einer der Frauen bei den Olympischen Spielen 1988 in Seoul wurde vom 20. bis zum 25. September 1988 auf der Misari-Regatta-Strecke in Hanam ausgetragen. 20 Athletinnen in 20 Booten traten an.
Der Wettbewerb, der über die olympische Ruderdistanz von 2000 Metern ausgetragen wurde, begann mit drei Vorläufen mit jeweils vier oder fünf Mannschaften. Die jeweils erst-, zweit- und drittplatzierten Boote der Vorläufe qualifizierten sich für das Halbfinale A/B, während die verbleibenden vier Boote in den Hoffnungslauf gingen. Im Hoffnungslauf qualifizierte sich das erst-, zweit- und drittplatzierte Boot ebenfalls für das Halbfinale A/B, während das letzte Boot aus dem Wettbewerb ausschied.
In den beiden Halbfinalläufen A/B qualifizierten sich die ersten drei Ruderinnen für das A-Finale, die Plätze 4 bis 6 qualifizierten sich für das B-Finale zur Ermittlung der Plätze 7 bis 12. Im A-Finale am 25. September 1988 kämpften die besten sechs Boote um olympische Medaillen.
Die jeweils qualifizierten Ruderinnen sind hellgrün unterlegt.
Jutta Behrendt aus der DDR wurde bei den letzten vier Weltmeisterschaften viermal Weltmeisterin, davon jeweils abwechselnd im Einer und Doppelvierer. Aufgrund des Boykotts der DDR bei den Spielen in Los Angeles konnte sie 1984 als amtierende Weltmeisterin im Einer nicht an den Spielen teilnehmen. Dieses Mal trat sie zwar als amtierende Weltmeisterin im Doppelvierer bei den Spielen an, trotzdem wurde sie im Einer als Favoritin auf den Titel gesehen. Dazu kam die Bulgarin Magdalena Georgiewa, die bei den Weltmeisterschaften 1987 den Titel im Einer gewinnen konnte und 1986 hinter Jutta Behrendt schon Vizeweltmeisterin war. Weitere Medaillenkandidatinnen waren die Rumänin Mărioara Popescu, Olympiasiegerin im Doppelvierer 1984 und Bronzemedaillengewinnerin im Einer bei der Weltmeisterschaft 1987 und Anne Marden aus den Vereinigten Staaten, die 1984 bei den Olympischen Spielen die Silbermedaille im Doppelvierer gewann und 1985 im Einer und 1987 im Doppelzweier zweimal die Bronzemedaille bei Weltmeisterschaften gewinnen konnte.
In den drei Vorläufen konnten Anne Marden, Jutta Behrendt und Magdalena Georgiewa jeweils ihren Lauf souverän gewinnen. Die Olympischen Spiele 1988 waren die ersten Spiele, bei denen die Wettbewerbe der Frauen über 2000 Meter ausgetragen wurden. Deshalb konnte jede der drei ihren Lauf in neuer olympischer Bestzeit beenden. Im Halbfinale konnte Jutta Behrendt dann den Rekord weiter verbessern, als sie den ersten Lauf vor Anne Marden gewann. Im zweiten Halbfinale gewann Magdalena Georgiewa vor Mărioara Popescu in 7:35,47 Minuten mit der endgültig schnellsten Zeit des Wettbewerbes. Im Finale sortierte sich das Feld sehr schnell. Magdalena Georgiewa setzte sich vom Start weg von allen anderen ab. Verfolgt wurde sie von Jutta Behrendt und den um Platz drei kämpfenden Ruderinnen Mărioara Popescu und Anne Marden. Während Popescu auf den ersten 500 Metern noch knapp vor Anne Marden lag, musste sie die Frau aus den Vereinigten Staaten anschließend ziehen lassen und diese setzte sich gleich deutlich ab, so dass sie bei der 1000-Meter-Marke schon sechs Sekunden vor der Rumänin lag. 500 Meter vor dem Ziel schienen die Medaillen klar vergeben zu sein, da Georgiewa drei Sekunden vor Behrendt und über sechs Sekunden vor Anne Marden lag. Hinter den dreien klaffte ein Loch von 11 Sekunden, bis die viertplatzierte Rumänien kam. Allerdings hatte die Bulgarin in der Folge große Probleme sauber ins Ziel zu fahren und musste Jutta Behrendt und Anne Marden vorbei lassen und sich mit der Bronzemedaille begnügen. Die mit Abstand schnellsten letzten 500 Meter fuhr die Niederländerin Harriet van Ettekoven, die bei der 1500-Meter-Marke 19 Sekunden hinter der Bulgarin auf dem sechsten Platz lag. Sie konnte sich auf den vierten Platz verbessern und den Rückstand auf die Bulgarin und damit auf die Bronzemedaille bis auf 3,5 Sekunden verringern.

## Titelträger
| Olympiasiegerin | Valeria Răcilă      | Los Angeles 1984 |
| Weltmeisterin   | Magdalena Georgiewa | Kopenhagen 1987  |

## Vorläufe
Dienstag, 20. September 1988
- Qualifikationsnormen: Platz 1-3 -> Halbfinale A/B, ab Platz 4 -> Hoffnungslauf

### Vorlauf 1
| Platz | Nation             | Athletin                    | Zeit (min) | Qualifikation  |
| ----- | ------------------ | --------------------------- | ---------- | -------------- |
| 1     | Vereinigte Staaten | Anne Marden                 | 8:01,55 OR | Halbfinale A/B |
| 2     | Dänemark           | Inger Pors Olsen            | 8:09,55    | Halbfinale A/B |
| 3     | Kanada             | Heather Hattin              | 8:15,04    | Halbfinale A/B |
| 4     | Tschechoslowakei   | Michaela Burešová-Loukotová | 8:17,80    | Hoffnungslauf  |
| 5     | Schweden           | Annelie Larsson             | 8:29,70    | Hoffnungslauf  |

### Vorlauf 2
| Platz | Nation      | Athletin              | Zeit (min) | Qualifikation  |
| ----- | ----------- | --------------------- | ---------- | -------------- |
| 1     | DDR         | Jutta Behrendt        | 7:51,44 OR | Halbfinale A/B |
| 2     | Rumänien    | Mărioara Popescu      | 7:53,75    | Halbfinale A/B |
| 3     | Niederlande | Harriet van Ettekoven | 7:56,80    | Halbfinale A/B |
| 4     | Sowjetunion | Natalіja Kwascha      | 7:59,95    | Hoffnungslauf  |

### Vorlauf 3
| Platz | Nation       | Athletin             | Zeit (min) | Qualifikation  |
| ----- | ------------ | -------------------- | ---------- | -------------- |
| 1     | Bulgarien    | Magdalena Georgiewa  | 7:50,64 OR | Halbfinale A/B |
| 2     | Belgien      | Rita Defauw          | 8:09,25    | Halbfinale A/B |
| 3     | Griechenland | Tonia Svaier         | 8:12,13    | Halbfinale A/B |
| 4     | Frankreich   | Lydie Dubedat-Briero | 8:28,75    | Hoffnungslauf  |

## Hoffnungslauf
Mittwoch, 21. September 1988
- Qualifikationsnormen: Platz 1-3 -> Halbfinale, ab Platz 4 -> ausgeschieden

| Platz | Nation           | Athletin                    | Zeit (min) | Qualifikation  |
| ----- | ---------------- | --------------------------- | ---------- | -------------- |
| 1     | Sowjetunion      | Natalіja Kwascha            | 8:06,11    | Halbfinale A/B |
| 2     | Tschechoslowakei | Michaela Burešová-Loukotová | 8:15,63    | Halbfinale A/B |
| 3     | Schweden         | Annelie Larsson             | 8:20,20    | Halbfinale A/B |
| 4     | Frankreich       | Lydie Dubedat-Briero        | 8:26,86    | ausgeschieden  |

## Halbfinale
Donnerstag, 22. September 1988
- Qualifikationsnormen: Plätze 1-3 -> Finale A, ab Platz 4 -> Finale B

### Halbfinale A/B 1
| Platz | Nation             | Athletin              | Zeit (min) | Qualifikation |
| ----- | ------------------ | --------------------- | ---------- | ------------- |
| 1     | DDR                | Jutta Behrendt        | 7:37,69 OR | Finale A      |
| 2     | Vereinigte Staaten | Anne Marden           | 7:40,51    | Finale A      |
| 3     | Niederlande        | Harriet van Ettekoven | 7:48,84    | Finale A      |
| 4     | Kanada             | Heather Hattin        | 7:56,97    | Finale B      |
| 5     | Belgien            | Rita Defauw           | 8:07,95    | Finale B      |
| 6     | Schweden           | Annelie Larsson       | 8:11,21    | Finale B      |

### Halbfinale A/B 2
| Platz | Nation           | Athletin                    | Zeit (min) | Qualifikation |
| ----- | ---------------- | --------------------------- | ---------- | ------------- |
| 1     | Bulgarien        | Magdalena Georgiewa         | 7:35,47 OR | Finale A      |
| 2     | Rumänien         | Mărioara Popescu            | 7:39,93    | Finale A      |
| 3     | Dänemark         | Inger Pors Olsen            | 7:42,76    | Finale A      |
| 4     | Sowjetunion      | Natalіja Kwascha            | 7:45,50    | Finale B      |
| 5     | Griechenland     | Tonia Svaier                | 7:49,15    | Finale B      |
| 6     | Tschechoslowakei | Michaela Burešová-Loukotová | 8:08,04    | Finale B      |

## Finale

### A-Finale
Sonntag, 25. September 1988, 1:00 Uhr MESZ

Anmerkung: zur Ermittlung der Plätze 1 bis 6
| Platz | Nation             | Athlet                | Zeit (min) |
| ----- | ------------------ | --------------------- | ---------- |
| 1     | DDR                | Jutta Behrendt        | 7:47,19    |
| 2     | Vereinigte Staaten | Anne Marden           | 7:50,28    |
| 3     | Bulgarien          | Magdalena Georgiewa   | 7:53,65    |
| 4     | Niederlande        | Harriet van Ettekoven | 7:57,29    |
| 5     | Rumänien           | Mărioara Popescu      | 7:59,44    |
| 6     | Dänemark           | Inger Pors Olsen      | 7:59,77    |

### B-Finale
Freitag, 23. September 1988, 1:41 Uhr MESZ

Anmerkung: zur Ermittlung der Plätze 7 bis 12
| Platz | Nation           | Athlet                      | Zeit (min) |
| ----- | ---------------- | --------------------------- | ---------- |
| 7     | Griechenland     | Tonia Svaier                | 7:57,73    |
| 8     | Sowjetunion      | Natalіja Kwascha            | 8:00,73    |
| 9     | Belgien          | Rita Defauw                 | 8:04,90    |
| 10    | Kanada           | Heather Hattin              | 8:08,69    |
| 11    | Schweden         | Annelie Larsson             | 8:11,69    |
| 12    | Tschechoslowakei | Michaela Burešová-Loukotová | 8:14,02    |